# Richard Ford
Ne doit pas être confondu avec Richard Ford (écrivain anglais).
Pour les articles homonymes, voir Ford (homonymie).
Richard Ford, né le 16 février 1944 à Jackson dans le Mississippi, est un écrivain américain. Il est lauréat du prix Pulitzer et du PEN/Faulkner Award en 1996 pour son roman Indépendance qui s'inscrit dans le cycle littéraire dit de « Frank Bascombe » pour lequel le romancier est principalement connu, ainsi que le prix Femina étranger 2013 pour Canada. En 2016, il reçoit le prix Princesse des Asturies pour l'ensemble de son œuvre.

## Biographie
Du fait de la santé fragile de son père, qui succombe à une crise cardiaque en 1960, Richard Ford passe une grande partie de son enfance auprès de son grand-père, dans l'Arkansas.
Il obtient un Bachelor of Arts de l'université d'État du Michigan en 1966. Lors de ses études, il rencontre Kristina Hensley, sa future épouse ; ils se marient en 1968 et décident de ne pas avoir d'enfants. Malgré une légère dyslexie, il développe un certain intérêt pour la littérature. Il commence à l'Université Washington de Saint-Louis des études de droit, très vite abandonnées pour suivre un atelier d'écriture à l'université de Californie à Irvine - ses professeurs sont les écrivains Oakley Hall et E. L. Doctorow, où il obtient un Master of Fine Arts en 1970.

### Carrière d'écrivain
Richard Ford publie son premier roman, Une mort secrète en 1976, l'histoire de trois marginaux qui se retrouvent sur une île située sur la rivière Mississippi. Suit un autre roman, Le Bout du rouleau, en 1981. Malgré de bonnes critiques, les ventes de ces deux livres sont faibles. Il arrête alors l'écriture d'œuvres de fiction pour devenir journaliste au magazine new-yorkais Inside Sports (en).
En 1982, après le rachat du magazine, il retourne à l'écriture romanesque. Un week-end dans le Michigan, publié en 1986, est l'histoire d'un écrivain raté qui devient chroniqueur sportif tout en traversant une crise existentielle consécutive à la mort de son fils aîné. Ce roman marque un tournant dans sa carrière : le magazine Time le classe dans sa liste des cinq meilleurs romans de 1986 et il est finaliste pour le prix PEN/Faulkner. Ce succès est suivi par celui de Rock Springs en 1987, un recueil de nouvelles. Les critiques littéraires comparent alors le style de Richard Ford à celui de Raymond Carver (l'un de ses plus proches amis, dont la mort l'a beaucoup marqué) et Tobias Wolff.
Une saison ardente est publié en 1990 : cette histoire d'un joueur de golf professionnel du Montana qui devient pompier remporte le prix du meilleur roman américain de l'année. Dès lors, il est très demandé par de nombreuses maisons d'édition, devient également éditeur pour Granta Books, et publie des recueils de nouvelles d'écrivains : Granta of the American Short Story en 1992, Granta Book of the American Long Story en 1998, et en 2007 New Granta Book of the American Short Story.
En 1995, Richard Ford publie Indépendance, la suite du roman Un week-end dans le Michigan, reprenant le même personnage de Frank Bascombe, désormais agent immobilier. Ce livre remporte le PEN/Faulkner Award et le prix Pulitzer de la Fiction. La même année il remporte aussi le prix Rea de la nouvelle. Ford poursuit son travail en publiant deux recueils de nouvelles, Une situation difficile en 1997, et Péchés innombrables en 2002. En 2006, L'État des lieux est un nouveau volet de la vie de son personnage Frank Bascombe, confronté au cancer (sortie en France en 2008).
Ford a longtemps vécu à Missoula dans le Montana et à La Nouvelle-Orléans en Louisiane (à partir de 1989), avant de s'installer en 1995 dans le Maine (à partir de 2000 à Boothbay) où il est professeur au Bowdoin College,.
En 2017, il publie Entre eux.

## Écriture
Richard Ford a reconnu : « je n'ai jamais rêvé de devenir écrivain. Écrire n'est pas toute ma vie. Je peux arrêter demain sans problème », insistant sur sa passion pour la pêche, la chasse ou son goût pour le journalisme. Concernant son style, il déclare : 

« J'ai dit, il y a longtemps, qu'à mes yeux écrire sur les choses les plus sombres était un acte d'optimisme. Je le pense toujours. Et puis j'aimerais qu'on reconnaisse que je sais imaginer autre chose que des histoires sombres. Dans mes livres, il est essentiellement question de rédemption, de résilience. »

## Œuvre

### SérieFrank Bascombe
1. Un week-end dans le Michigan, Payot, 1990 ((en) The Sportswriter, 1986), trad. Brice Matthieussent
2. Indépendance, L'Olivier, 1996 ((en) Independence Day, 1995), trad. Suzanne Mayoux
3. L'État des lieux, L'Olivier, 2008 ((en) The Lay of the Land, 2006), trad. Pierre Guglielmina
4. En toute franchise, L'Olivier, 2015 ((en) Let Me Be Frank with You, 2014), trad. Josée Kamoun
5. Le Paradis des fous, L'Olivier, 2024 ((en) Be Mine, 2023), trad. Josée Kamoun, 384 p.

### Autres romans
- Une mort secrète, Payot, 1989 ((en) A Piece of My Heart, 1976), trad. Brice Matthieussent
- Le Bout du rouleau, L'Olivier, 1992 ((en) The Ultimate Good Luck, 1981), trad. Brice Matthieussent
- Une saison ardente, L'Olivier, 1991 ((en) Wildlife, 1990), trad. Marie-Odile Fortier-Masek
- Canada, L'Olivier, 2013 ((en) Canada, 2012), trad. Josée KamounPrix Femina étranger 2013

### Récit et mémoires
- Ma mère, L'Olivier, 1993 ((en) My Mother, In Memory, 1988), trad. Brice Matthieussent
- Entre eux, L'Olivier, 2017 ((en) Between Them: Remembering My Parents, 2017), trad. Josée Kamoun

### Recueils de nouvelles
- Rock Springs, Payot, 1989 ((en) Rock Springs, 1987), trad. Brice Matthieussent
- Une situation difficile, L'Olivier, 1998 ((en) Women with Men, 1997), trad. Suzanne V. Mayoux
- Péchés innombrables, L'Olivier, 2002 ((en) A Multitude of Sins, 2002), trad. Suzanne V. Mayoux
- Rien à déclarer, L'Olivier, 2021 ((en) Sorry for Your Trouble, 2020), trad. Josée Kamoun